# Velasco (V)
El Velasco (V) fue un destructor de la clase Alsedo que perteneció a la Armada Española y que durante la Guerra Civil luchó con el bando sublevado.

## Historial
Participó en el desembarco de Alhucemas (septiembre de 1925) junto al Alsedo. En el transcurso de las operaciones el 12 de septiembre el José Canalejas abordó al Velasco que tuvo que retirarse a Cartagena para su reparación, con graves desperfectos.
En febrero de 1927 se unió, junto con los otros dos barcos de la serie, a la División de Contratorpederos, al mismo tiempo que pertenecían a la Escuela Naval. Con la República, los tres barcos de su clase pasaron a formar parte de la División de Submarinos, estando el Velasco destinado a la Escuela de Tiro de Marín. 
Fue el único destructor que al estallar la guerra civil, hallándose en reparación en Ferrol, quedó en poder de los sublevados, mediante la intervención de su comandante, el capitán de corbeta Manuel Calderón, que consiguió que la dotación acatara sus órdenes y se sumara al golpe de Estado. La intervención de su marinería fue fundamental para dominar la base de Ferrol.
Tomó parte en la campaña del Cantábrico desde el 12 de agosto de 1936, interviniendo en bombardeos en la costa norte republicana, en escoltas y en capturas de mercantes enemigos, en el hundimiento del submarino B-6 (19 de septiembre), en el bloqueo de Bilbao, Santander y Gijón, en la colocación de minas, en la Batalla del cabo Machichaco (15 de noviembre) y en el salvamento de la tripulación del acorazado España (30 de abril de 1937). Desde el 10 de septiembre de 1936 su jefe era el capitán de corbeta Francisco Núñez Rodríguez.
En septiembre de 1937 pasó al Mediterráneo, donde participó en diversas operaciones, sobre todo de escolta y captura de mercantes. En diciembre de 1937 forma parte de una flotilla de destructores que actuará desde las Baleares sobre el litoral mediterráneo republicano. 
Fue un buque muy utilizado por los sublevados durante la guerra, a pesar de las múltiples averías que tuvo y que le mantuvieron muchos días en reparación.
Tomó parte en el hundimiento del Konstan y en el apresamiento, entre otros, del Smidovich, Fernando L. Ibarra, Víctor Chávarri y Abando.
Para su identificación llevaba la letra V en las amuras de proa y una banda blanca en la primera chimenea, siendo durante la guerra suprimidas todas por una banda negra.
El bando sublevado no pudo contar con ningún otro destructor hasta la llegada de cuatro viejos destructores italianos de la Primera Guerra Mundial, renombrados como Huesca, Teruel, Ceuta y Melilla. 
Al terminar la guerra se inició una reconstrucción del buque, mejorándose su artillería antiaérea y volviendo al servicio en 1943. En 1957 fue dado de baja.

### Buques de la clase
- Alsedo (A)
- Lazaga (L)

### Listas relacionadas
- Anexo:Destructores de España